# Telecentru (cartier)
Telecentru este un cartier din sectorul Centru, municipiul Chișinău, Republica Moldova. Acesta este situat în partea sud-vestică a orașului. Principalele artere sunt străzile: „Miorița”, „Lech Kaczyński”, Sprîncenoaia și Șoseaua Hîncești.

## Legături externe
- Telecentru - Chișinău | zonă, cartier - Wikimapia
- Chișinău, etapele devenirii urbane (1436 - 1812) Arhivat în 18 martie 2015, la Wayback Machine. pe Istoria.md